# Zarządzanie operacjami
Zarządzanie operacjami – proces, którego celem jest realizowanie działań związanych z utrzymaniem systemów IT.
Kluczowy element stanowią definicje zadań opisane przez zamknięty zbiór atrybutów, m.in.:
- elementy konfiguracji, których dotyczy zadanie,
- role, które są odpowiedzialne za realizację zadań,
- procedury, które opisują metody realizacji zadań,
- relacje pomiędzy zadaniami,
- cykliczność realizacji zadań,

a realizacja tak zdefiniowanych zadań gwarantuje świadczenie usługi IT na zadeklarowanym poziomie jakości wynikającym z umów SLA (Service Level Agreement).

## Model
Podstawowe komponenty wchodzące w skład procesu zarządzania operacjami (zadania realizowane w ramach procesu obejmują swoim zakresem czynności administratorsko-operatorskie).

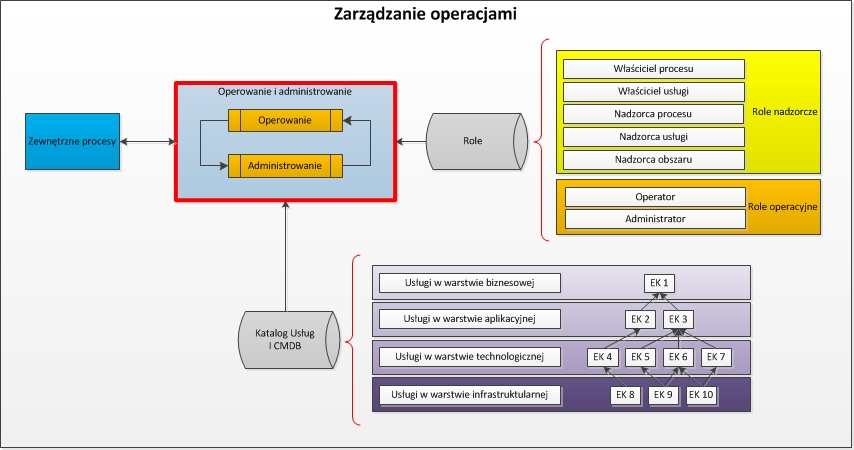
Model – proces zarządzania operacjami (ITIL)

## Opis komponentów procesu zarządzania operacjami

### Role nadzorcze
Zadaniem ról nadzorczych jest sprawowania kontroli nad przebiegiem procesu oraz organizowanie zasobów wymaganych do jego realizacji.

#### Właściciel procesu
Rola odpowiedzialna za zapewnienie, że proces jest stosowany w organizacji zgodnie z wyznaczonymi i udokumentowanymi celami. W przypadku, kiedy proces nie funkcjonuje prawidłowo odpowiada za identyfikację zmiennych zakłócających oraz wdrożenie stosownych czynności naprawczych. Do obowiązków właściciela procesu należy również ustawiczne doskonalenie procesu.

#### Właściciel usługi
Rola odpowiedzialna za dostarczanie określonej usługi do odbiorcy w ramach uzgodnionego poziomu jej świadczenia.

#### Nadzorca procesu
Rola odpowiedzialna za monitorowanie wskaźników procesu. W przypadku niespełnienia KPI (Key Performance Indicator) nałożonych na proces podejmuje działania naprawcze.

#### Nadzorca usługi
Rola odpowiedzialna za monitorowanie stanu usług. W przypadku niespełnienia KPI ustalonych dla usług podejmuje działania naprawcze.

#### Nadzorca organizacji
Rola odpowiedzialna za planowanie, monitorowanie, optymalizację kosztów oraz rozliczanie w ramach czynności realizowanych poprzez funkcje (operowanie i administrowanie) procesu zarządzania operacjami.

### Role operacyjne
Zadaniem ról operacyjnych jest realizacja funkcji operowania i administrowania.

#### Operator
Rola odpowiedzialna za realizację zadań operacyjnych wynikających z planu zatwierdzonego przez nadzorcę organizacji.

#### Administrator
Rola odpowiedzialna za realizację zadań administracyjnych wynikających z planu zatwierdzonego przez nadzorcę organizacji.

### Katalog usług i CMDB
Baza konfiguracji (Configuration Management Database) to repozytorium informacji o elementach konfiguracji (Configuration Item) z uwzględnieniem relacji pomiędzy nimi.
Katalog Usług (Service Catalogue) to rejestr zdefiniowanych usług świadczonych przez służby IT w oparciu o zasoby techniczno-systemowe IT. Integracja katalogu usług z bazą danych zarządzania konfiguracją umożliwia organizacji stworzenia wspólnej płaszczyzny porozumienia pomiędzy IT a biznesem.

#### Dekompozycja katalogu usług
Działanie mające na celu przypisanie zidentyfikowanych usług do określonej warstwy:
- biznesowej (usługi świadczona przez organizację IT bezpośrednio dla klienta biznesowego),
- aplikacyjnej (usługi wspierające, świadczone z wykorzystaniem elementów oprogramowania użytkowego „aplikacji”),
- technologicznej (usługi wspierające, świadczone z wykorzystaniem oprogramowania pośredniczącego (np. serwer www, serwer aplikacyjny, motor bazy danych itp.) umożliwiającego komunikację pomiędzy różnymi aplikacjami, jak i systemami.),
- infrastrukturalnej (usługi wspierające, świadczone z wykorzystaniem infrastruktury informatycznej (rozwiązania sprzętowo-systemowe) oraz infrastruktury technicznej (np. UPS, sieć teleinformatyczna, klimatyzator itp.), wraz ze wskazaniem odpowiedzialnego za usługę (właściciel usługi).

#### Budowa konfiguracja usług
Działanie mające na celu przypisanie elementów konfiguracji (uwzględniając relację pomiędzy nimi) do usług względem warstw wydzielonych w dekompozycji.

### Zewnętrzne procesy
Usystematyzowane zbiory czynności zaprojektowane tak by osiągnąć konkretny cel. Wymiana informacji pomiędzy procesami zewnętrznymi a procesem zarządzania operacjami odbywa się zdarzeniowo.